# Schloss Boymont
Schloss Boymont oder Boimont ist eine hochmittelalterliche Burgruine über dem Eppaner Ortsteil Missian im Überetsch in Südtirol. Mittlerweile ist die Burgruine konsolidiert.

## Lage
Die Ruine befindet sich auf einem Felsrücken. Der Burghügel war bereits in prähistorischer Zeit besiedelt. Dies belegen Funde aus der Eisenzeit, unter anderem eine Fibel aus Bronze. Unterhalb der Burg liegt Schloss Korb.

## Geschichte
Die Erbauungszeit der Burg liegt zwischen 1220 und 1230. Die zwei Jahrzehnte von 1220 bis 1240 können als die Blütezeit des Tiroler Burgenbaues angesehen werden. Eine große Anzahl von Bauwerken, darunter die Haselburg und Schloss Runkelstein, sind damals entstanden. Erbauer waren vermutlich Angehörige einer Seitenlinie der Grafen von Eppan. Zwischen 1239 und 1245 erscheint in den Quellen mehrfach ein Heinrich von Boymont, Vasall des Grafen Ulrich von Eppan-Ulten. Die Herren von Boymont besaßen ab 1244 auch die Burg Payrsberg. Ein bedeutender Seitenzweig erlosch mit Christian Käfer von Boymont („Chever de Poimont“). Um 1400 befand sich die Burg in den Händen des oberösterreichischen Kanzleischreibers Ulrich Kässler (Kassler), der 1413 die reiche Erbtochter Barbara Käfer von Boymont geheiratet hatte und sich anschließend „Käßler von Boymont“ nannte. Dieser bürgerliche Aufsteiger war ein Günstling des Tiroler Landesfürsten Herzogs Friedrich mit der leeren Tasche (1382–1439). Der Stammvater des bis in das 18. Jahrhundert blühenden jüngeren Zweiges Boymont zu Payrsberg, Dietmar, Sohn von Heinrich von Boymont, übernahm von seiner Frau Elisabeth Payr von Payrsberg, letzte ihres Geschlechts, Güter und Wappen, wie auch den Namen. 1419 belehnte Herzog Friedrich IV. Heinrich von Boymont zu Payrsberg mit den Festen Boymont und Payrsberg. 1425 brannte die Burg, wahrscheinlich aufgrund von Brandstiftung, ab.

## Anlage
Boymont ist eine spätromanische Burganlage und wurde wohl in einem Zug in fast rechteckiger Form erbaut. Die Baulinien sind für eine hochmittelalterliche Anlage ungewöhnlich klar durchkonzipiert und entsprechen spätstauferzeitlichen Vorbildern. Boymont ist zwar einigermaßen wehrhaft angelegt, diente aber vor allem dem angenehmen Wohnen und weniger der militärischen Kontrolle der Gegend, wie etwa die benachbarte Burg Hocheppan. Da die stattliche Anlage seit dem Brand von 1425 nicht mehr ausgebaut wurde, hat sich die große romanische Wohnburg fast ohne spätere Um- und Zubauten erhalten. Der mehrgeschossige Palas befindet sich in der südöstlichen Ecke und zeigt schöne Triforien, die in die Ringmauer gebrochen sind. Der Hauptturm steht im Nordosten. Er weist eine merkwürdige, sehr große, nach Osten gerichtete Rundbogenöffnung auf, wie sie auch bei der Burgruine Neuhaus und Burg Payrsberg vorhanden ist. Ein weiterer kleinerer Turm steht im Nordwesten. Die Burgkapelle liegt im ersten Stock über dem Eingang. Die noch erhaltene Apsis ist nach Osten ausgerichtet. Die Lage der Burgkapelle lässt sich mit jener von Schloss Bruck bei Lienz in Osttirol vergleichen. Im Innenhof wurde eine Gaststätte untergebracht.

## Galerie

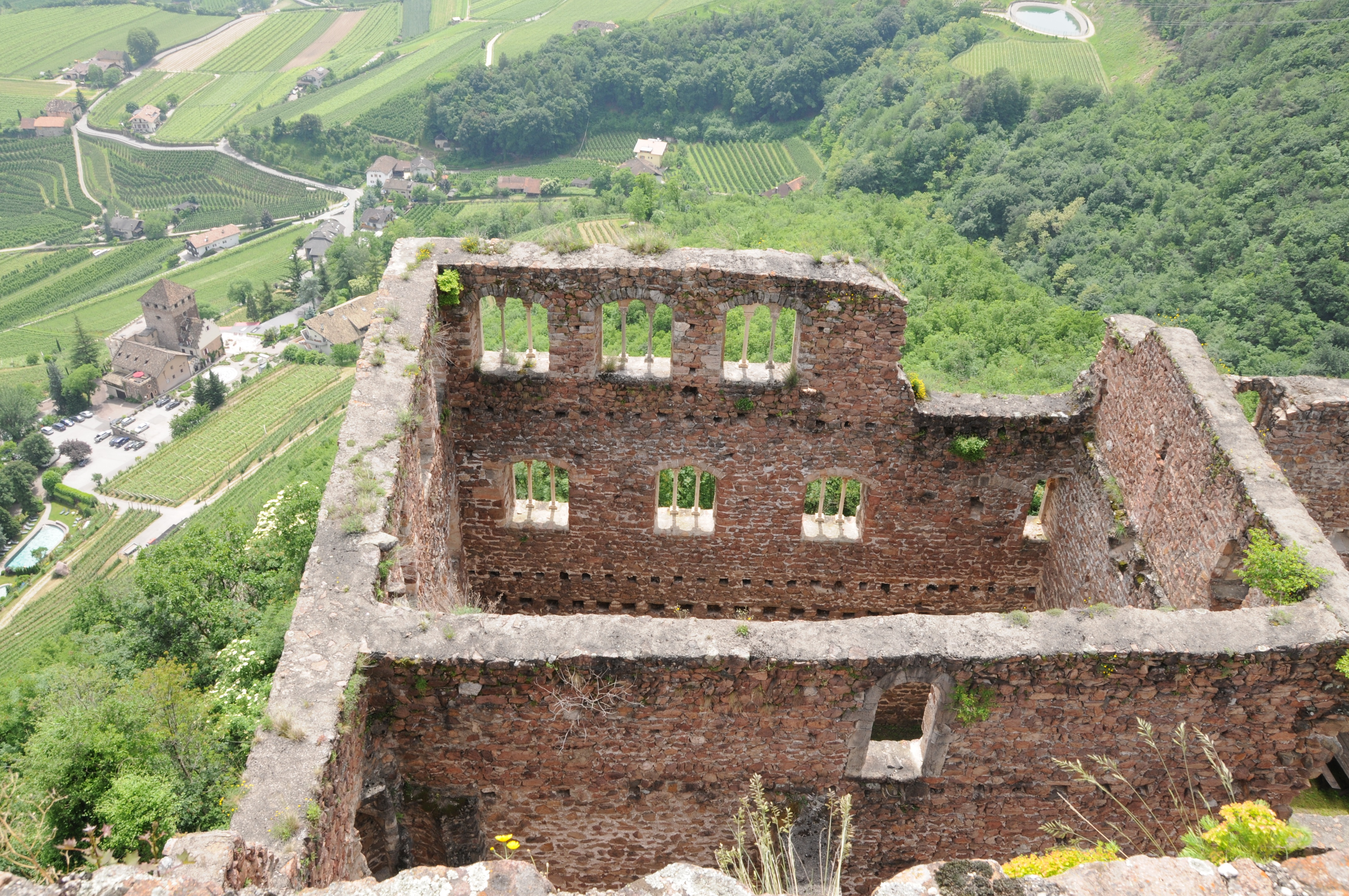
Blick vom Hauptturm auf den Palas, links unten Schloss Korb
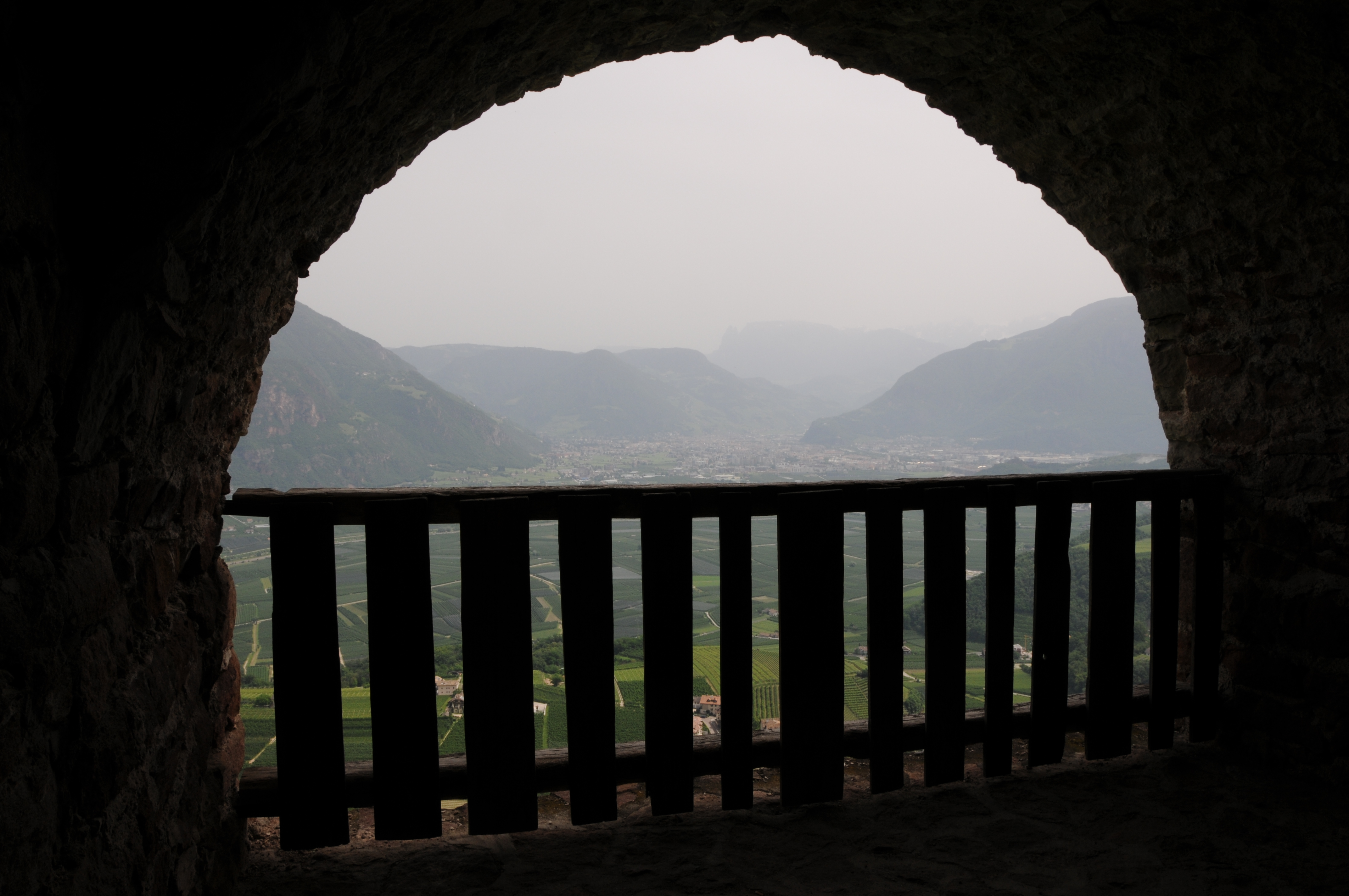
Blick durch den Rundbogen des Hauptturms Richtung Bozen
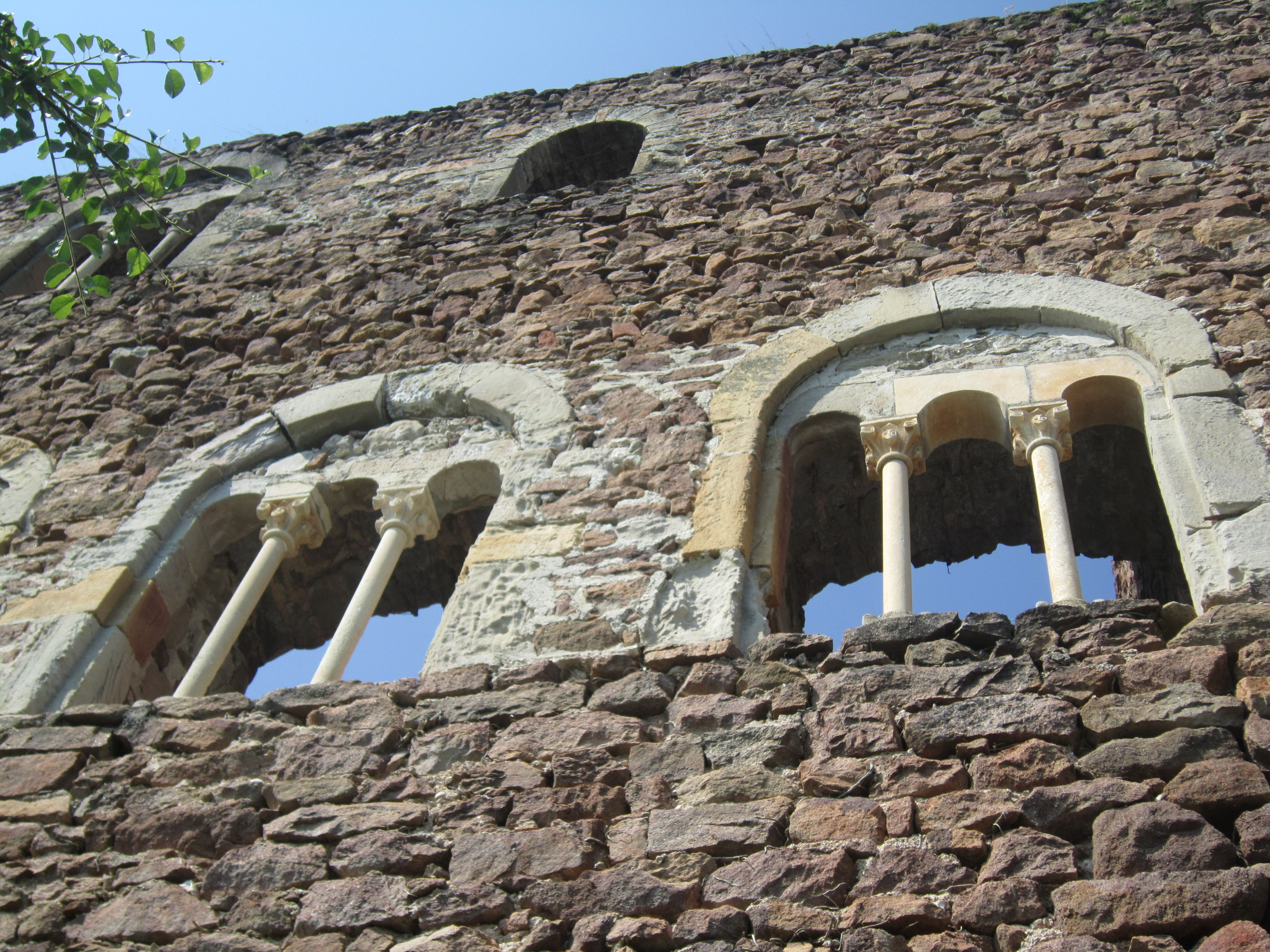
Blick auf die südliche Außenmauer und zwei Bogenfenster
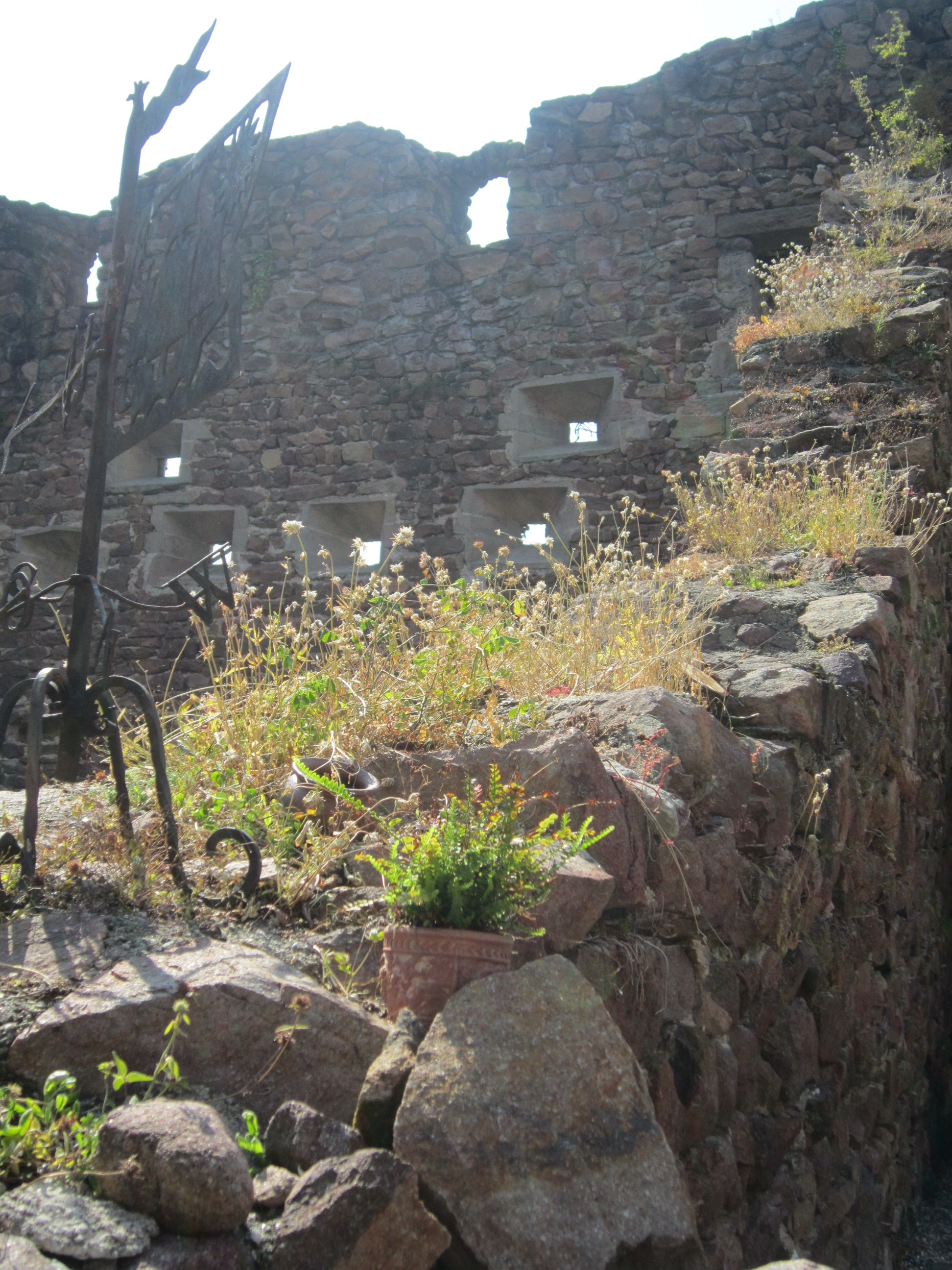
Innenansicht
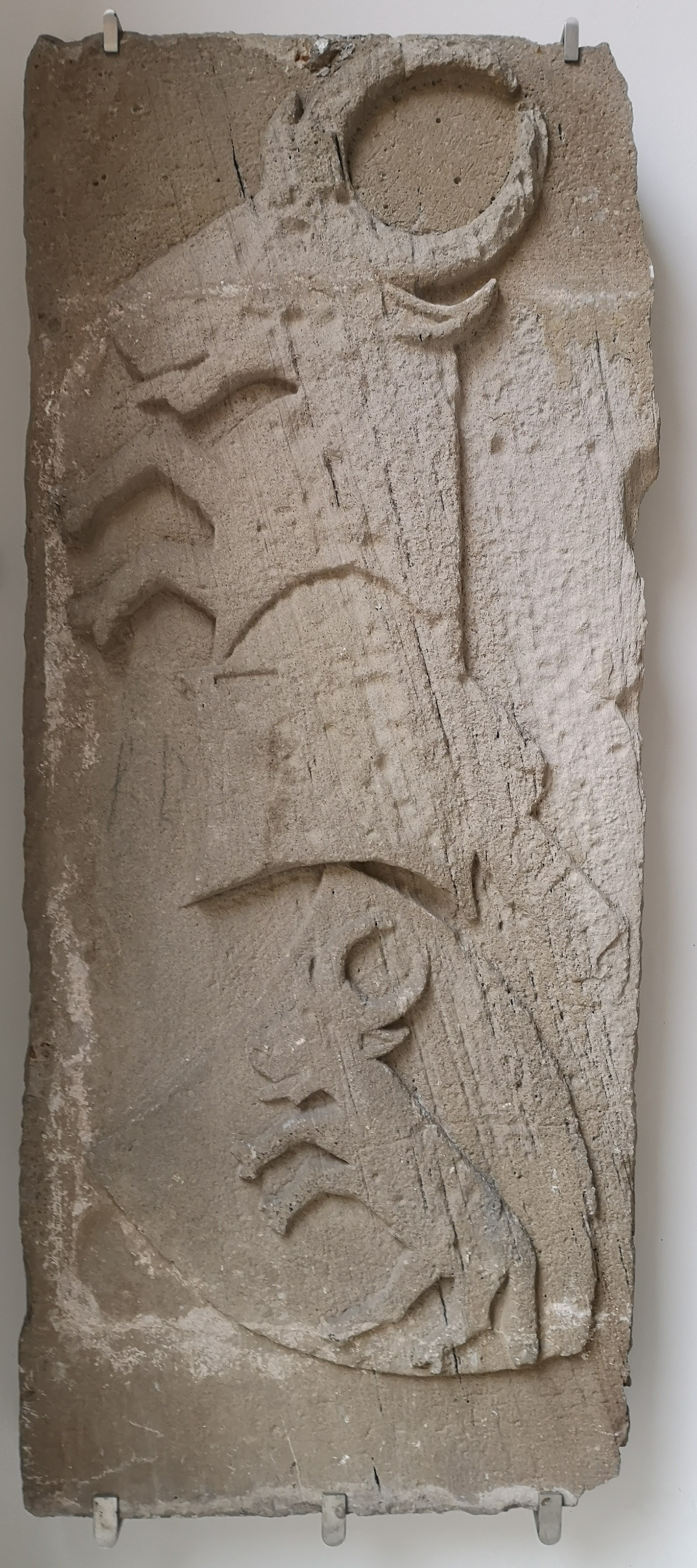
Grabplatte Boymont mit Familienwappen aus dem 14. Jahrhundert im Stadtmuseum Bozen